# CO-32 (Spanje)

De CO-32

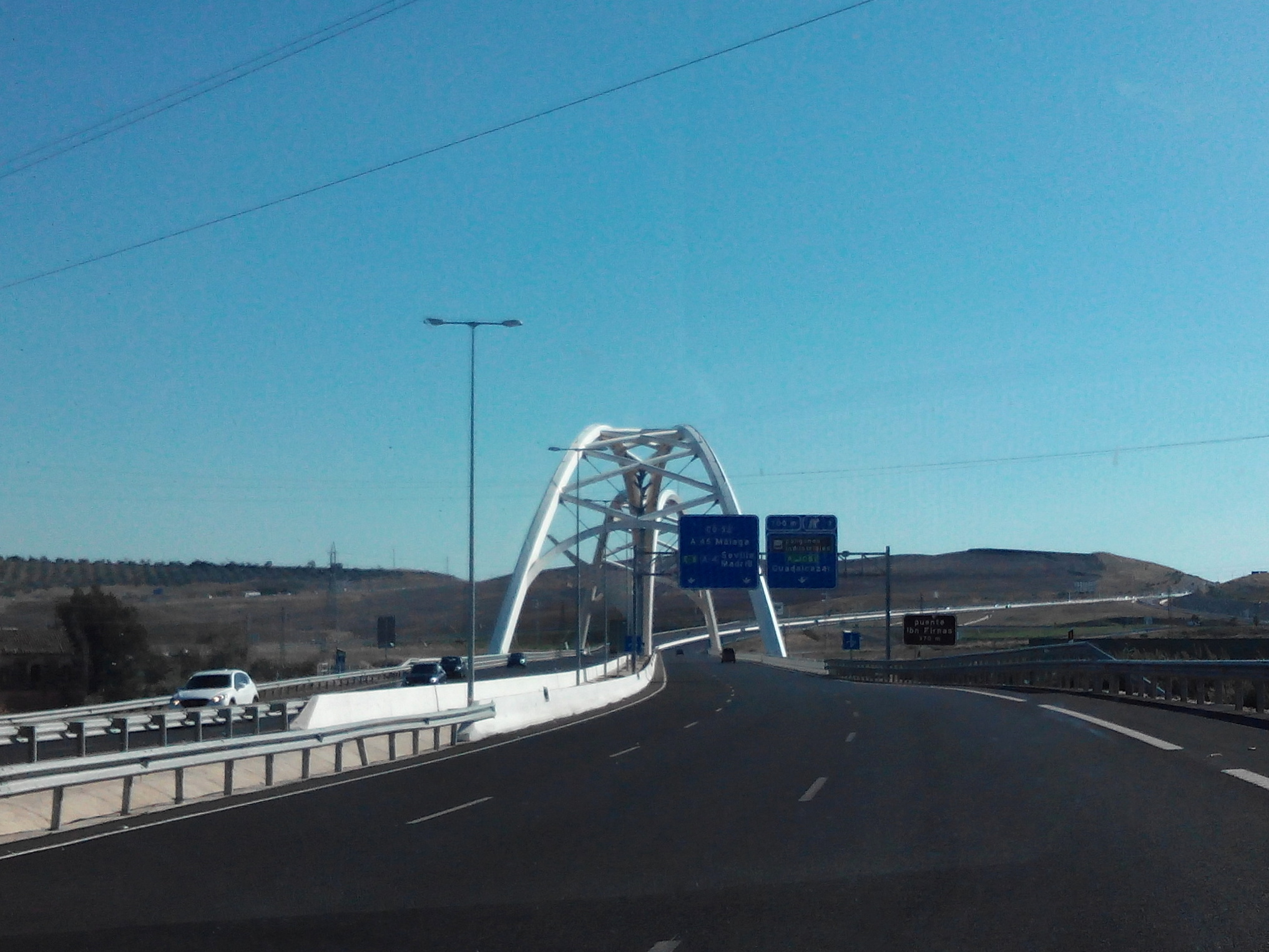
De CO-32

De CO-32

De CO-32 of Circunvalación oeste de Córdoba is een autovía in Andalusië. De snelweg van 4 kilometer vormt de westelijke ringweg om Córdoba.